# Miniatur Tirolerland
Miniatur Tirolerland ist der Name einer Miniaturwelt in Form einer Modellbaulandschaft im 5. Wiener Gemeindebezirk Margareten, in unmittelbarer Nähe zum Naschmarkt.

## Entstehung
Die Idee für eine große Miniaturwelt mit Showeffekten geht auf den Initiator Wolfgang Pröhl im Jahr 1996 zurück. Ende 2010 wurden Räumlichkeiten in Wien-Margareten angemietet. Anschließend errichtete ein Team von freiwilligen Helfern das „Miniatur Tirolerland“ in insgesamt 13.500 Arbeitsstunden.
Fünf Jahre lang hat ein Team rund um Initiator Wolfgang Pröhl an diesem Projekt gearbeitet, am 11. November 2016 erfolgte die Eröffnung. Schon vorab haben an einigen Besuchertagen rund 2.500 Besucher die Freizeitattraktion im Zentrum von Wien besucht. Nach drei Wochen konnte am Samstag, den 2. Dezember 2016, der 5.000. Besucher gezählt werden. Ende Februar 2017 – also nach nur dreieinhalb Monaten Betrieb – konnte bereits der 20.000e Besucher gezählt werden.

## Aufbau
Die 124 Quadratmeter große Modellbaulandschaft im Maßstab 1:87 (Nenngröße H0) gliedert sich in mehrere Teile. Das Zentrum ist die „Hauptstadt“ Wiensbruck. Daneben gibt es noch vier weitere Dörfer, darunter auch das Winterdorf Filzbühel. Errichtet wurde eine Phantasielandschaft, die thematisch in Tirol liegen könnte. Darin findet der Besucher zahlreiche exakte Nachbauten von Gebäuden aus dem echten Tirol, darunter das „Goldene Dachl“, die Ottoburg, viele Häuser aus Rattenberg und Kitzbühel, die Hahnenkammbahn, den versunkenen Kirchturm im Reschensee oder aber den Bahnhof von Flirsch am Arlberg. Elemente mit Showeffekt sind der „Tirolerländer Bergkirtag“ oder auch das Radio Wien-Open Air im winterlichen Filzbühel. Zu Beginn der neuen Saison am 17. November 2017 wurde die im Original in Innsbruck stehende Bergisel-Sprungschanze als Teil der Ortschaft „Mösern“ der Öffentlichkeit präsentiert.
Ein Tag im Miniatur Tirolerland hat 24 Minuten mit einer Tag- und Nacht-Steuerung mit realitätsnaher Dämmerungsphase. Es wurden insgesamt 28.000 Figuren und ebenso viele Lichter (LEDs) neben insgesamt rund 5.500 Bäumen und Büschen verwendet. Als bewegliche Elemente wurden dutzende Züge und selbst fahrende Autos auf über 2.000 Metern Schienen und 200 Metern Straße verbaut.